# Хар, Майкл Джон, 2-й виконт Блэкенхем
Майкл Джон Хэйр, 2-й виконт Блэкенхем (англ. Michael John Hare, 2nd Viscount Blakenham; 25 января 1938 — 8 января 2018) — британский потомственный пэр и защитник окружающей среды.

## Происхождение и образование
Родился 25 января 1938 года. Единственный сын политика и министра Джона Хара, 1-го викнота Блэкенхема (1911—1982), и достопочтенной Берил Нэнси Пирсон (1908—1994), дочери Гарольда Пирсона, 2-го виконта Коудрея. Он получил образование в Итонском колледже (Виндзор, Беркшир, Англия) и в Гарвардском университете (Кембридж, Массачусетс, США).

## Карьера
После некоторого времени работы в частично или полностью принадлежащих ему дочерних компаниях в 1977 году он вошел в состав высшего руководства Pearson plc (основанной предками его матери) и был управляющим директором с 1978 по 1983 год, главным исполнительным директором с 1978 по 1993 год и председателем с 1983 по 1997 год. Он также был главным исполнительным директором (1983-93) и председателем (1984-93) Financial Times, тогда дочерней компании Pearson.
Будучи всю жизнь защитником окружающей среды, виконт Блэкенхем был председателем Королевского ботанического сада в Кью-Гарденс, а также председателем совета Королевского общества защиты птиц с 1982 по 1986 год и президентом Фонда дикой природы Саффолка с 1983 по 1987 год. Он продолжал развивать лесной сад Блэкенхэм, созданный его отцом. Он также владел островом Литл-Колонсей на Внутренних Гебридских островах.
Виконт Блекэнхем жил в Саффолке и возглавлял местную политическую партию Suffolk Together. Он представлял партию в качестве члена окружного совета Мид-Суффолк с 2007 по 2015 год под именем Майкл Блэкэнхем. Во время выборов в Европейский парламент 2014 года он поддержал Руперта Рида, ведущего кандидата в списке Зелёных в округе Восточной Англии.

## Семья
12 января 1965 года Майкл Хар женился на своей 18-летней двоюродной сестре Марсии Персефоне Хар (род. 13 сентября 1946), дочери майора достопочтенного Алана Виктора Хара (1919—1995) и Джилл Пегготи Норт. Её отец Алан Харт был младшим братом Джона Хара, 1-го виконта Блэкенхема. У лорда и леди Блэкенхем были сын и две дочери:
- Достопочтенная Крессида Хар (род. 15 апреля 1966), писательница, она вышла замуж за Саймона Джона Коуэлла, от брака с которым у неё было трое детей
- Достопочтенная Эмили Хар (род. 24 июля 1967), художница. Она вышла замуж за английского писателя и романиста Бена Фаччини[11], от брака с которым у неё было трое детей.
- Каспар Джон Хар, 3-й виконт Блэкенхем (род. 8 апреля 1972), преемник отца. Профессор философии в Массачусетском технологическом институте[12]. Женат на Мелиссе Мор и имеет двоих детей[13].

Виконт Блэкенхем скончался в январе 2018 года в возрасте 79 лет.